# Lactis
Lactis è un'azienda casearia sita ad Albano Sant'Alessandro (BG), specializzata nella produzione di latte e derivati.

## Proprietà
Lactis dal 2003 è parte del gruppo Parmalat, la seconda azienda casearia italiana, con la quale ha intrapreso anche raccolte punti in comune.